# Christian IV - Den sidste rejse
Christian IV - Den sidste rejse er en dansk spillefilm fra 2018 instrueret af Kasper Skovsbøl.

## Handling
Filmen er en historie om Kong Christian IV’s stormfulde forhold til Kirsten Munk og beskriver de afgørende sidste timer i kongens liv, fortalt fra den karet, der fragtede kongen på hans dødsleje fra Frederiksborg til Rosenborg Slot i København. Omdrejningspunktet er Christian og Kirstens turbulente ægteskab med anklager om utroskab og mordforsøg.